# Phyllota diffusa
Phyllota diffusa är en ärtväxtart som först beskrevs av Joseph Dalton Hooker, och fick sitt nu gällande namn av Ferdinand von Mueller. Phyllota diffusa ingår i släktet Phyllota och familjen ärtväxter. Inga underarter finns listade i Catalogue of Life.